# História do transporte ferroviário em Angola

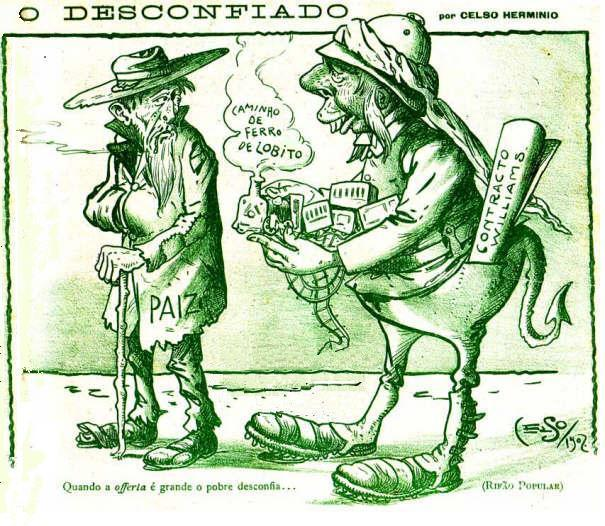
Caricatura de Celso Hermínio a mostrar o engenheiro de minas escocês Robert Williams com um contrato na sua algibeira, atribuindo a Portugal uma linha ferroviária no Lobito.

Rede ferroviária de Angola (mapa interativo), bitola de mm, bitola de 610 mm.

A história do transporte ferroviário em Angola iniciou-se durante o século XIX, quando Angola era uma colónia de Portugal. Ela envolve a construção, operação e a destruição dos cinco troços ferroviários separados, eles são desconectados entre si e todos vão do litoral para o interior do país, em duas bitolas métricas diferentes. As operações em três desses sistemas têm sido amplamente restauradas; os outros dois sistemas tiveram as suas atividades encerradas.

## Planos iniciais
Nos finais da década de 1860, o governo português tomou como política a construção de grandes obras de engenharia nas colónias com os objetivos de contribuir para a colonização e exploração dos recursos e legitimação da presença de Portugal nas colónias, perante os anseios britânicos, franceses, belgas, bôeres e germânicos. Uma das principais obras nesse sentido seria uma linha férrea em território angolano, preferencialmente ligando a região do antigo Reino do Congo à Luanda.

## Luanda–Malanje
Os planos do desenvolvimento de Angola através da construção das linhas ferroviárias começaram a partir de 1885, com a concessão privada de construção de uma linha férrea na região de Luanda. Dois anos depois, o primeiro tramo do Caminho de Ferro de Luanda (Luanda–Viana–Lucala) começou a ser construído, porém sendo inaugurado somente em 1899; a princípio foi uma linha privada.
Entre 1903 e 1908, o segundo tramo da linha foi estendida para leste, até Malanje, por uma companhia ferroviária estatal. Mais tarde alguns ramais foram construídos, sendo o principal o ramal de ligação entre Zenza do Itombe e Dondo.

## Moçâmedes–Menongue
A segunda linha significativa, o Caminho de Ferro de Moçâmedes, foi construído a partir de 1905 por uma companhia ferroviária estatal, em bitola de 600 mm. O Caminho de Ferro Moçâmedes liga o porto do Namibe (Moçâmedes), então nos limites-sul da colónia, com o interior da cidade de Menongue. Em 1905, em tempo recorde, a primeira secção desta linha foi aberta ao tráfego. Outras secções mais tarde foram construídas para o Dongo e Cassinga, antes da linha ter chegado a Menongue, em 1961. Um ramal da linha foi construído a partir do Lubango para Chiange, fazendo do Lubango, um dos poucos cruzamentos ferroviários de Angola. O Caminho de Ferro Moçâmedes teve sua bitola convertida para 1 067 mm em 1950.

## Benguela–Catanga
A maior das linhas férreas do país, e uma das maiores do continente africano, o Caminho de Ferro de Benguela começou a ser construída em 1899, tendo conectado, já em 1912, as duas cidades portuárias do Lobito e Benguela com Huambo. Esta linha no centro de Angola, incluiu cerca de dois quilómetros de um troço com cremalheiras e taludes acima de seis por cento.
Por volta de 1931 a linha foi ampliada até à cidade do Tenque, no atual território da República Democrática do Congo, para permitir que os depósitos de cobre da província congolesa de Catanga pudessem ser transportados para os portos atlânticos. Juntamente com as outras linhas de caminho de ferro, esta extensão da linha formou uma rota ferroviária quase contínua até Dar es Salã, que era então Tanganica. Apenas duas secções de 4 000 km (2 490 mi) da rota foram necessárias para chegarem até aos portos. Mais tarde, foi possível atingir, por ferrovia, o porto moçambicano da Beira.
O Caminho de Ferro de Benguela, administrado em trecho angolano pela Empresa do Caminho de Ferro de Benguela-E.P., é considerado o mais importante caminho de ferro em Angola, sendo também um dos mais estratégicos corredores logísticos para a República Democrática do Congo.

## Outras linhas coloniais

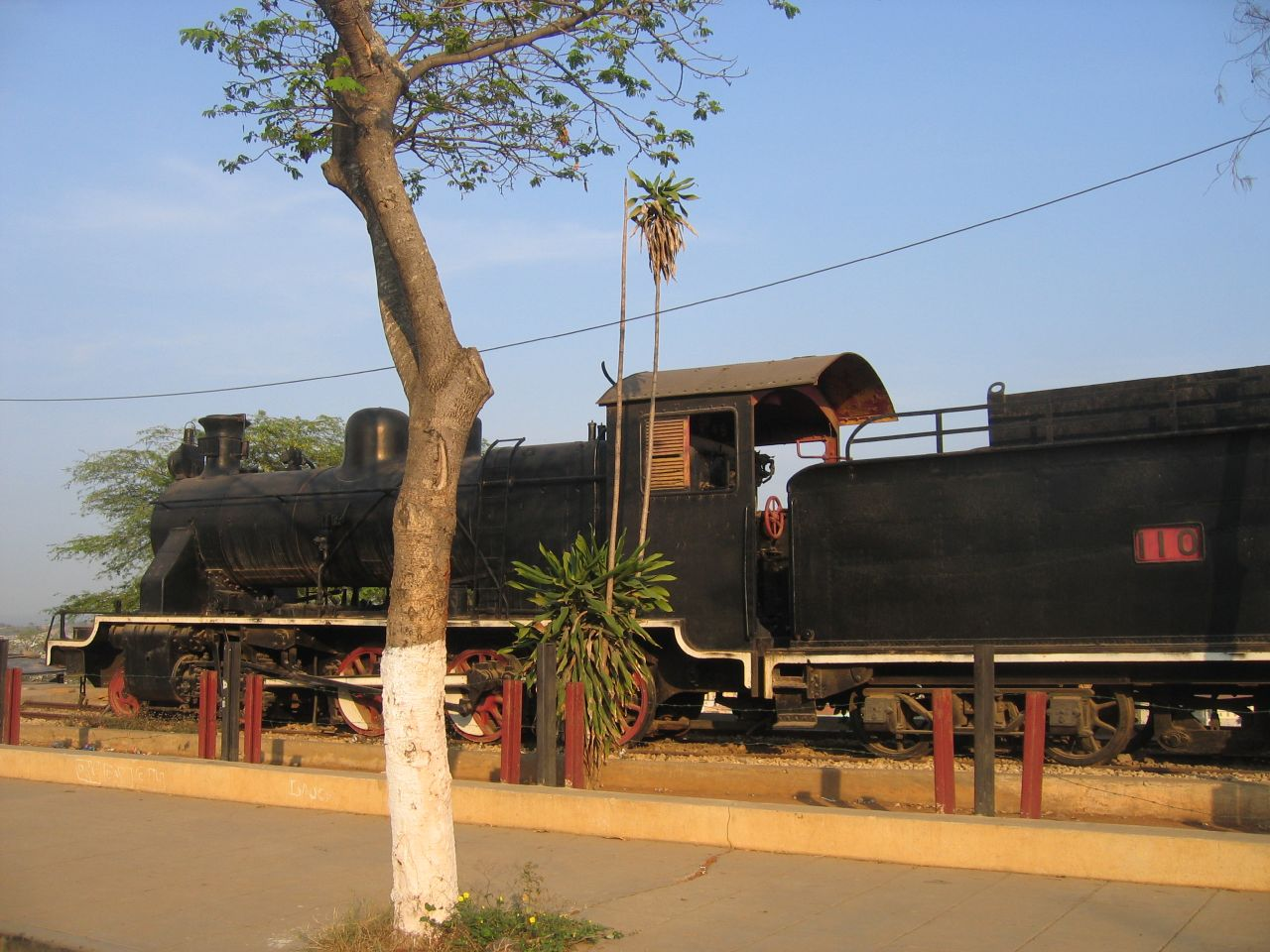
Locomotiva histórica sobre a linha do caminho de ferro de Luanda, em Angola.

Entre a comuna de Dombe Grande e a vila de Cuio, no município da Baía Farta, também foi construído, entre 1904 e 1905, um caminho de ferro, o Caminho de Ferro do Cuio, a menor de todas em território angolano (excluindo-se os ramais). Possuía somente 18 km de extensão, e era utilizado para escoar o açúcar produzido em Dombe.
Outra linha era o Caminho de Ferro do Amboim para ligar o interior angolano com um porto, foi construída em 1925, para servir as plantações de café no Planalto do Amboim, em 600 mm de bitola estreita e ligava o Porto Amboim com Gabela. O Porto Amboim fica na costa, entre Luanda e Lobito. A linha do Porto Amboim–Gabela foi gerida pelo Caminho de Ferro de Luanda. Possuía 130 km (80,8 mi) de extensão e acabou por encerrar as suas atividades em 1975.

## Pós-independência
A 11 de novembro de 1975, Angola tornou-se independente, contudo, a Guerra Civil Angolana já havia começado. A guerra civil durou até o ano de 2002 e determinou a quase total paralisação do tráfego ferroviário em Angola. Já em 1975, o Caminho de Ferro de Benguela tinha cessado a exploração, e várias linhas, como a linha do Porto Amboim–Gabela, mais tarde foram fechadas permanentemente.
Após o fim da guerra civil, o governo Angolano contratou as empresas chinesas para tentar reativar os três principais caminhos de ferro da era colonial. O Caminho de Ferro de Luanda e o Caminho de Ferro de Benguela foram reconstruídos pela empresa estatal China Railway Construction Corporation Limited, enquanto que o Caminho de Ferro de Moçâmedes foi reconstruído por uma empresa chinesa de mineração.